# プロヴィンス

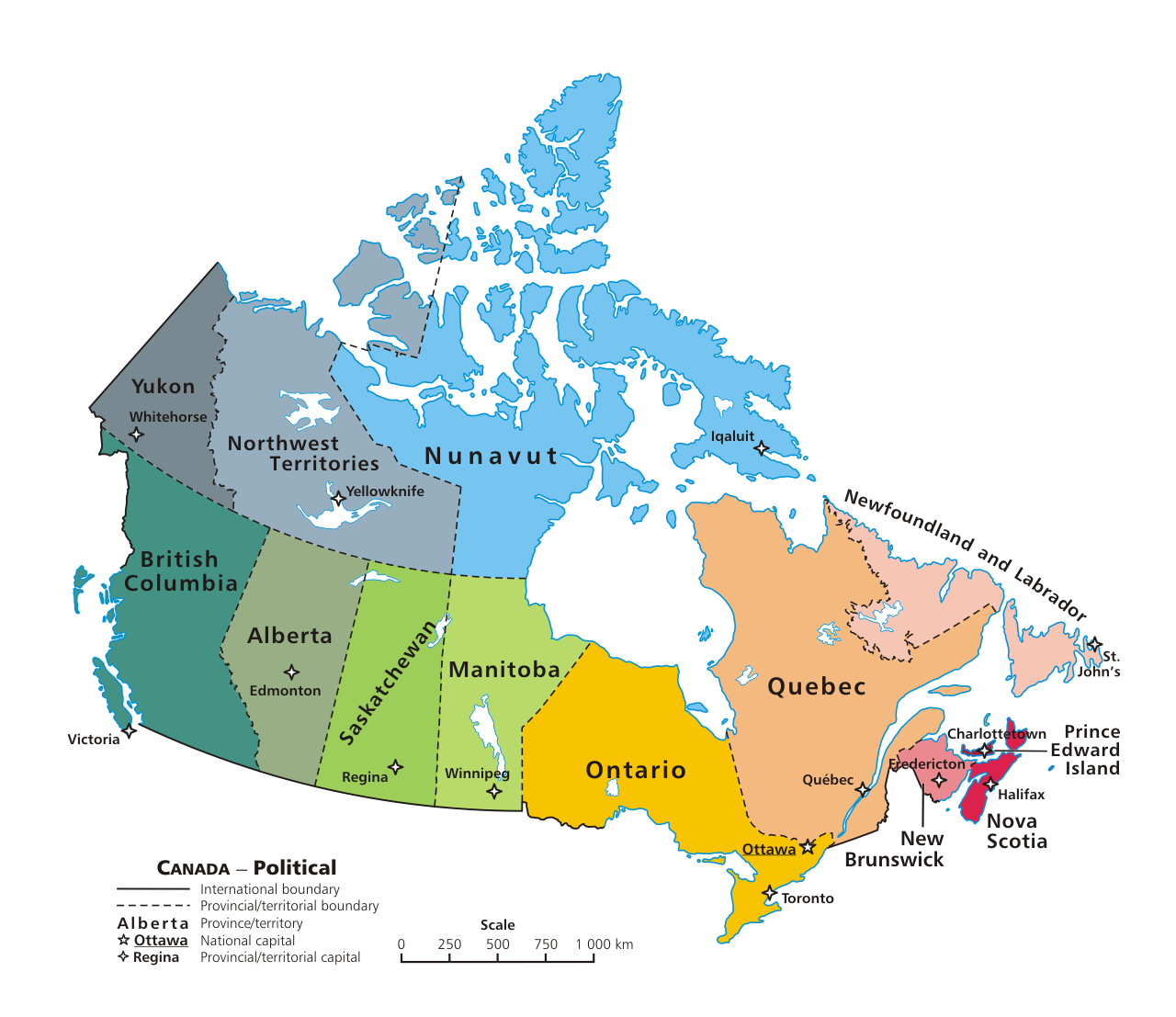
カナダの州（一部は準州）

プロヴィンス（英語: province）は、英語圏で用いられる行政区画の名称。
古代ローマで属州を意味するプロウィンキア (provincia) に由来する。

## 英語圏のプロヴィンス
英語圏では以下の国で使われている。
- アイルランドの地方
- カナダの州
- ケニアの州
- ザンビアの州
- ジンバブエの州
- ソロモン諸島の州
- 南アフリカ共和国の州
- バヌアツの州
- パプアニューギニアの州
- 植民地帝国時代のイギリスがインド、カナダ、南オーストラリア、ナイジェリアに置いた州

ほとんどの場合、日本語では州と訳すが、アイルランドは例外で地方と訳す。ちなみに、アメリカやオーストラリアやインドの州はstate、イギリスの州はcountyである。

## provinceと英訳される行政区画
provinceと英訳される行政区画の完全なリストは英語版を参照。
provinceと語源を同じくするフランス語のプロヴァンス（province）、スペイン語のプロビンシア（provincia）、イタリア語のプロヴィンチア（provincia）、ドイツ語のプロフィンツ（Provinz）などは、provinceと英訳される。
provinceと同語源の語を持たない言語に対しては、最上級の広域行政区画をprovinceと英訳することが多い。連邦国家の構成要素はstateと英訳することがあるが、必ずしもそうではなく、たとえばロシアの州（область）は（oblastでも通じるが訳すなら）provinceと訳す。
それらのほとんどはprovince同様に州と和訳されることが多いが、それより上級の行政区画がある場合は県と訳すことが多い。漢字圏はそれらとはまた別である。英語ではprovinceだが日本語では州とならない行政区画には以下のようなものがある。
- より上級の行政区画があり県と訳すもの
  - イタリアの県（provincia プロヴィンチア）
  - ギリシャの県（νομός ノモス）
  - スペインの県（provincia プロビンシア）
- 最上級の行政区画だが県と訳すもの
  - イラクの州または県（محافظة ムハーファザ）
  - タイの県（จังหวัด チャンワット）
  - ノルウェーの州または県（fylke フュルケ）
- 漢字圏
  - 北朝鮮の道
  - 韓国の道
  - 中国の省
  - 日本の令制国（都道府県ではない）
  - ベトナムの省

## 宗教上の管轄区域
- 教会管区（ecclesiastical province）